# Heilige Michaëlkerk (Sint-Michielsgestel)
De Heilige Michaëlkerk is een rooms-katholieke kerk aan de Nieuwstraat in Sint-Michielsgestel.

## Geschiedenis
Bij de Oude toren aan het Petrus Dondersplein stond een waterstaatskerk uit 1839, voordat er in 1929 werd er begonnen met nieuwbouw aan de Nieuwstraat. Op 20 april 1931 werd de Heilige Michaëlkerk geconsacreerd. De waterstaatskerk werd gesloopt in 1932, maar de toren bleef behouden. 

## Gebouw
De Heilige Michaëlkerk is ontworpen door H.W. Valk. Het is een driebeukige transeptloze kerk met toren. Begin twintigste eeuw komt het kerktype de 'Christocentrische kerk' tot bloei. Hierbij is de lichtinval op het altaar belangrijk. Om dat te realiseren bij deze kerk is er boven de viering een lichttoren geplaatst. Van boven, en opzij valt het licht op het altaar. Een ander kenmerk van dit kerktype is een breed middenschip, waarbij de zijbeuken enkel fungeren als smalle loopgangen. De bouwstijl is een mengeling van Expressionistische architectuur en gotiek. 

## Inventaris
In 1980 is het orgel uit het voormalige seminarie Beekvliet geplaatst. Het betreft een uit 1876 neoromaans orgel van F.B. Loret uit Mechelen. De kerk bezit negen beelden van omstreeks 1870, en twee beelden uit 1880 van Hendrik van der Geld.
Het kerkgebouw is aangemerkt als rijksmonument. 